# قرقتشي
قرقتشي هي قرية في مقاطعة مياندوآب، إيران. يقدر عدد سكانها بـ 133 نسمة بحسب إحصاء 2016.